# Armas de destrucción masiva

Las armas de destrucción masiva son las nucleares, biológicas y químicas.

Las armas de destrucción masiva (ADM) son armas capaces de eliminar a un número muy elevado de personas de manera indiscriminada y causar grandes daños físicos, económicos y medioambientales. 
La expresión fue acuñada en 1937, se refería más bien al bombardeo aéreo por parte de la Luftwaffe alemana en apoyo del bando sublevado en la guerra civil española, siendo el caso más conocido el de Guernica que constituyen la primera población bombardeada en una guerra mediante este tipo de ataque. El uso actual de esta expresión como sinónimo de armas nucleares, biológicas o químicas fue creado en la resolución n.º 687 del Consejo de Seguridad de Naciones Unidas en 1991. Esta resolución se refiere a la «amenaza que todas las armas de destrucción masiva suponen para la paz y seguridad», y menciona en particular las nucleares, biológicas y químicas, así como los tres tratados relevantes:
- Tratado de No Proliferación Nuclear
- Convención sobre Armas Biológicas
- Convención sobre Armas Químicas
- Tratado de Prohibición de Armas Nucleares

El uso de esta expresión es motivo de controversia. Se popularizó sobre todo durante la crisis de desarme iraquí en 2002. La supuesta posesión de armamento químico por parte del régimen iraquí constituyó una de las principales razones y la más divulgada causa para justificar la invasión de Irak de 2003 por parte de Estados Unidos.

## Otras armas que podrían considerarse de destrucción masiva
A pesar del consenso en los tres tipos de armas antes citados, existen otro tipo de armas ampliamente condenadas por la comunidad internacional, capaces de causar víctimas colaterales en gran número. Entre este tipo de otras armas estarían:
- Minas antipersona: se cumplen las dos premisas básicas de un arma de destrucción masiva: mata indiscriminadamente y en gran número, con la salvedad de que las muertes se producen a lo largo de muchos años.
- Bombas de racimo: usadas en bombardeos sobre las ciudades, pueden ser letales para muchísimas personas ya que se dividen en múltiples ojivas que caen aleatoriamente destruyendo todo lo que hay en una cierta área. También están prohibidas por la ONU.
- Munición de uranio empobrecido: el uranio empobrecido, usado en la fabricación de municiones por su alta densidad y alto punto de fusión. A pesar de su nivel bajo de radiactividad, al ser usado con la suficiente frecuencia sobre una zona de conflicto con abundante población civil puede provocar a corto y medio plazo un incremento sustancial de los casos de cáncer y malformaciones congénitas. Los proyectiles de uranio empobrecido, al impactar, liberan y pulverizan su carga que puede contener trazas de material radioactivo por lo que se los podría considerar como bombas sucias.

## Evolución del  uso del término

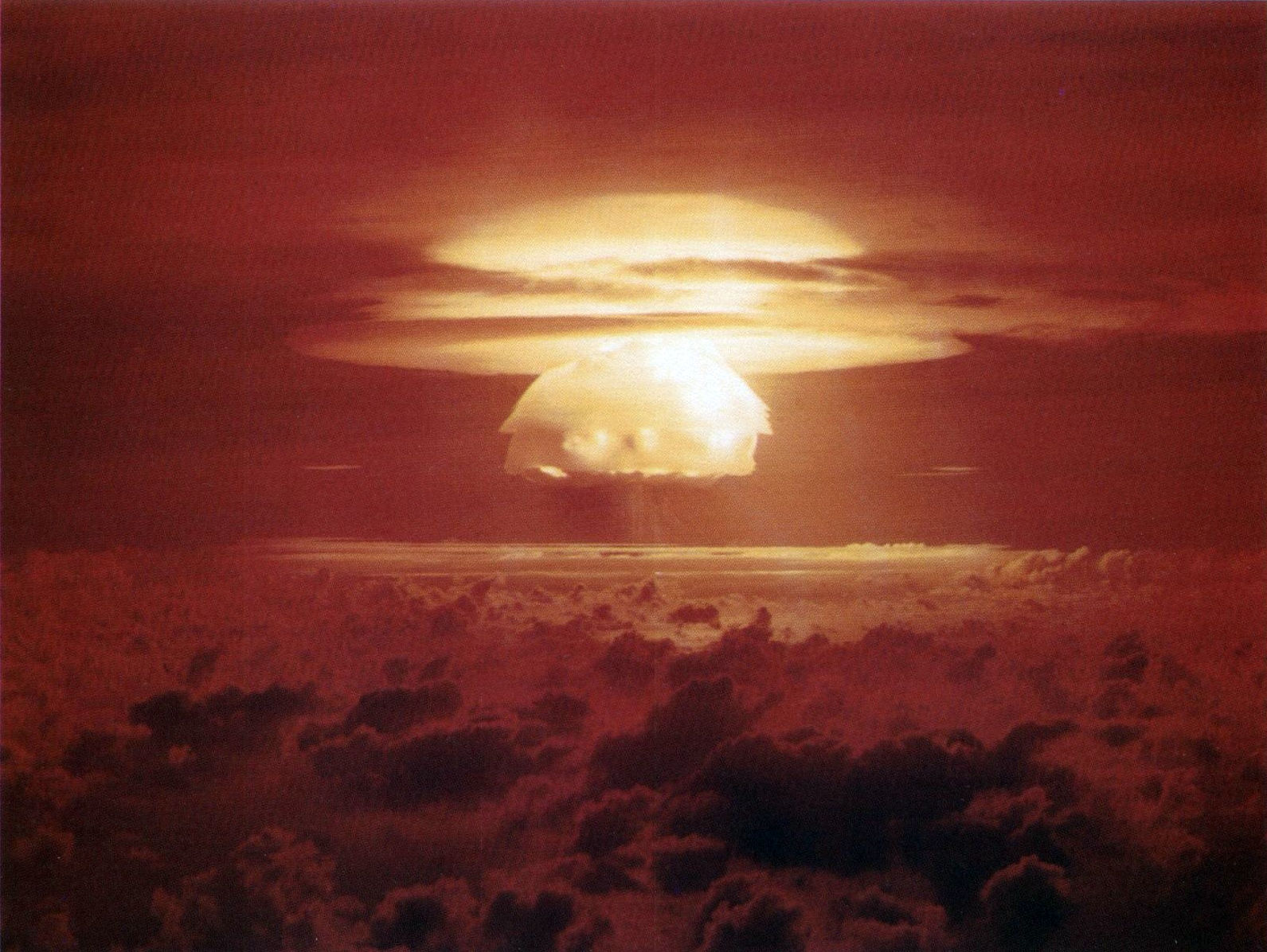
Explosión nuclear.

Durante la Guerra Fría, el término "armas de destrucción masiva" se refería principalmente a las armas nucleares. En aquella época, en el mundo occidental se utilizaba el eufemismo "armas estratégicas" para referirse al arsenal nuclear estadounidense. Sin embargo, no existe una definición precisa de la categoría "estratégica", ni considerando el alcance ni el rendimiento del arma nuclear.
Tras la Operación Ópera, la destrucción de un reactor nuclear preoperacional dentro de Irak por parte de la Fuerza Aérea israelí en 1981, el primer ministro israelí, Menachem Begin, respondió a las críticas diciendo que "bajo ningún concepto permitiremos que un enemigo desarrolle armas de destrucción masiva contra el pueblo de Israel". Esta política de acción preventiva contra las armas de destrucción masiva reales o percibidas se conoció como la Doctrina Begin.
El término "armas de destrucción masiva" siguió viéndose periódicamente, normalmente en el contexto del control de armas nucleares; Ronald Reagan lo utilizó durante la Cumbre de Reikiavik de 1986, al referirse al Tratado del Espacio Exterior de 1967. El sucesor de Reagan, George H.W. Bush, utilizó el término en un discurso de 1989 ante las Naciones Unidas, principalmente en referencia a las armas químicas.
El final de la Guerra Fría redujo la dependencia de Estados Unidos de las armas nucleares como elemento disuasorio, lo que hizo que se centrara en el desarme. Con la invasión de Kuwait de 1990 y la Guerra del Golfo de 1991, los programas de armas nucleares, biológicas y químicas de Irak se convirtieron en una preocupación especial de la primera Presidencia de George H. W. Bush. Tras la guerra, Bill Clinton y otros políticos y medios de comunicación occidentales siguieron utilizando el término, normalmente en referencia a los intentos en curso de desmantelar Los programas de armas de Irak.

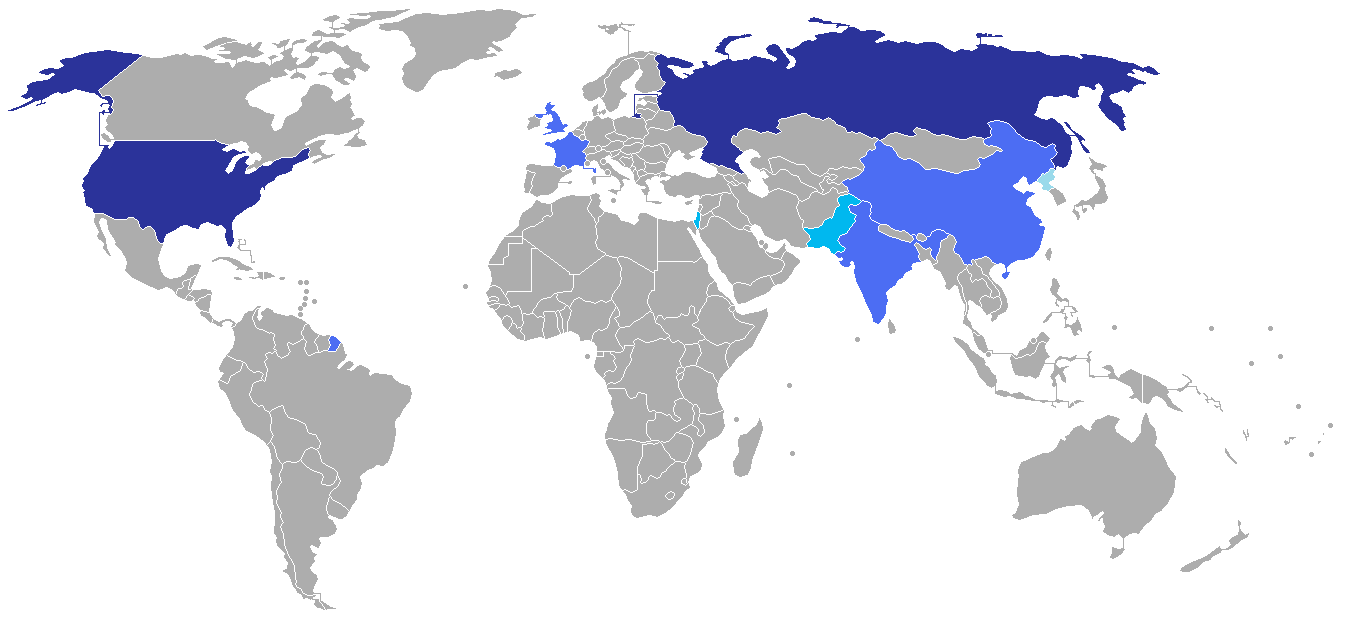
A principios de 2019, más del 90% de los 13.865 armas nucleares del mundo pertenecían a Rusia y Estados Unidos.

Tras los atentados del 11 de septiembre de 2001 y los ataques con carbunco (ántrax) en 2001 en Estados Unidos, el temor a las armas no convencionales y a la guerra asimétrica se apoderó de muchos países. El temor alcanzó un crescendo con la crisis del desarme de Irak de 2002 y la supuesta existencia de un acuerdo sobre uranio entre Níger e Irak basada en documentos falsos que se convirtieron en la principal justificación para la invasión de Irak en 2003. Las fuerzas estadounidenses no encontraron ningún arma de destrucción masiva en Irak. Encontraron antiguas reservas de municiones químicas, incluyendo sarín y gas mostaza, pero todas se consideraron inutilizables debido a la corrosión o degradación. Irak, sin embargo, declaró en 2009 un arsenal de armas químicas que el personal de la ONU había asegurado tras la Guerra del Golfo de 1991. El arsenal contenía principalmente precursores químicos, pero algunas municiones seguían siendo utilizables.
Debido a su prolífico uso y a su perfil público (mundial) durante este periodo, la American Dialect Society votó el término "armas de destrucción masiva" (y su abreviatura, "WMD") como su" palabra del año" en 2002, y en 2003 la Lake Superior State University añadió el término WMD (Weapons of Mass Destruction) a su lista de términos desterrados por "mal uso, uso excesivo e inutilidad general" (y "como maniobra que emborrona todas las formas de agresión").
En su denuncia penal contra el principal sospechoso del atentado del maratón de Boston del 15 de abril de 2013, el FBI se refiere a una olla a presión improvisada como "arma de destrucción masiva"."
Se ha pedido que se clasifiquen al menos algunas clases de armas cibernéticas como armas de destrucción masiva (ADM), en particular las destinadas a provocar una destrucción (física) a gran escala, como por ejemplo atacando infraestructuras críticas. Sin embargo, algunos estudiosos se han opuesto a clasificar las ciberarmas como ADM alegando que "no pueden [actualmente] herir o matar directamente a seres humanos con la misma eficacia que las armas o las bombas" o que claramente "cumplen las definiciones legales e históricas" de ADM.

## Definición en las leyes de los EE.UU.
Para los fines generales de la defensa nacional de EE. UU., su Código Federal define un arma de destrucción masiva como:
- cualquier arma o dispositivo que tiene la intención, o la capacidad, de causar la muerte o lesiones corporales graves a un número significativo de personas mediante la liberación, la difusión o el impacto de:
  - sustancias químicas tóxicas o venenosas o sus precursores
  - un organismo patógeno
  - radiación o radiactividad[25]

A los efectos de la prevención de la proliferación de armas químicas, el Código de los Estados Unidos define las armas de destrucción masiva como "armas químicas, biológicas y nucleares, y materiales químicos, biológicos y nucleares utilizados en la fabricación de dichas armas".

## Derecho internacional
El desarrollo y el uso de las armas de destrucción masiva se rigen por varias convenciones y tratados internacionales.
| Tratado                                                                        | Fecha de firma           | Fecha de entrada en vigor | Número de Estados Partes | Objetivo |
| ------------------------------------------------------------------------------ | ------------------------ | ------------------------- | ------------------------ | --- |
| Protocolo de Ginebra                                                           | 17 de junio de 1925      | 8 de febrero de 1928      | 145                      | Prohibición del uso de armas químicas y biológicas                                                                         |
| Tratado de prohibición parcial de ensayos nucleares                            | 5 de agosto de 1963      | 10 de octubre de 1963     | 126                      | Prohibición de todos los ensayos de armas nucleares excepto los realizados bajo tierra                                     |
| Tratado sobre el Espacio Exterior                                              | 27 de enero de 1967      | 10 de octubre de 1967     | 111                      | Prohibición del emplazamiento de armas de destrucción masiva en el espacio                                                 |
| Tratado de No Proliferación Nuclear (TNP)                                      | 1 de julio de 1968       | 5 de marzo de 1970        | 191                      | 1. prevenir la proliferación nuclear; 2. promover el desarme nuclear; 3. promover los usos pacíficos de la energía nuclear |
| Tratado de control de armas en los fondos marinos (Seabed Arms Control Treaty) | 11 de febrero de 1971    | 18 de mayo de 1972        | 94                       | Prohibición del estacionamiento de armas de destrucción masiva en el fondo del océano                                      |
| Tratado de Prohibición Completa de los Ensayos Nucleares (CTBT)                | 10 de septiembre de 1996 | No está en vigor          | 170                      | Prohíbe todos los ensayos de armas nucleares                                                                               |
| Convención sobre armas biológicas (CAB)                                        | 10 de abril de 1972      | 26 de marzo de 1975       | 183                      | Prohibición total de armas biológicas                                                                                      |
| Convención sobre Armas Químicas (CWC)                                          | 3 de septiembre de 1992  | 29 de abril de 1997       | 193                      | Prohibición total de armas químicas                                                                                        |
| Tratado sobre la Prohibición de las Armas Nucleares (TPNW) (2021)              | 20 de septiembre de 2017 | 22 de enero de 2021       | 54                       | Prohibición total de armas nucleares                                                                                       |